# Barnacle Bill lo spaziale
Barnacle Bill lo spaziale (Barnacle Bill the Spacer) è un romanzo breve di fantascienza di Lucius Shepard del 1992, edito in italiano nel 1994 e ripubblicato anche col titolo Solitaire Station nel 2006.
Il romanzo si è aggiudicato numerosi riconoscimenti tra cui il Premio Hugo per il miglior romanzo breve e il Premio Locus nella stessa categoria.

## Storia editoriale
Il romanzo è stato pubblicato per la prima volta sulla rivista Isaac Asimov's Science Fiction Magazine nel luglio del 1992, incluso nella raccolta Hugo and Nebula Anthology 1993 e quindi ripubblicato in lingua originale sull'antologia Barnacle Bill the Spacer and Other Stories del 1997.
L'opera ha riscosso positive reazioni tra la critica, aggiudicandosi nel 1993 il premio Hugo per il miglior romanzo breve, il premio Locus per il miglior romanzo breve, è stata candidata al Premio Nebula per il miglior romanzo breve e ha vinto altri premi minori quali lo Science Fiction Chronicle Readers Poll e l'Asimov's Reader Poll assegnati per la stessa categoria.
Il romanzo è stato tradotto in italiano da Armando Corridore nell'agosto del 1994 nell'edizione locale della rivista Isaac Asimov's Science Fiction Magazine con il titolo originale letteralmente tradotto in Bernacle Bill lo spaziale; nella riedizione rilegata del 2006 il titolo è stato cambiato in Solitaire Station, dal nome della stazione spaziale in cui il romanzo è ambientato.
Il personaggio chiave del racconto, Bernacle Bill, deve il nome all'omonimo marinaio della tradizione statunitense, protagonista di canzoni tradizionali come Barnacle Bill the Sailor e del film Vecchio squalo  (Barnacle Bill 1941) per la regia di Richard Thorpe.

## Trama
(Solitaire Station, Lucius Shepard)
La storia è narrata in prima persona nello stile hard boiled da John, uno degli addetti alla sicurezza di Solitaire Station, una stazione spaziale posizionata oltre l'orbita di Marte, di proprietà della "Seguin Corporation", punto di partenza per missioni interstellari alla ricerca di pianeti abitabili. La Terra è infatti sovrappopolata, devastata dai conflitti, terrorismo, decadente e ostaggio delle religioni che esprimono i loro credo con riti sanguinari. La più letale tra di esse è la "Strana Magnificenza" i cui membri, occultati tra i lavoratori della stazione, vogliono instaurare un regime di terrore odio e crudeltà anche nello spazio. Gli abitanti di Solitaire Station, a causa del fallimento di tutte le missioni di esplorazione, sono frustrati, disperati e annoiati, nonostante godano di comodità negate a coloro i quali vivono sulla Terra.
La pericolosa setta ha preso di mira William Stamey, soprannominato Barnacle Bill, nato con problemi psichici, già vessato dagli abitanti della stazione spaziale che non tollerano i suoi comportamenti e ritengono un'ingiustizia la sua permanenza nello spazio. A Bill è stato impiantato dalla Segun Corporation un chip contenente un'intelligenza artificiale con la quale Bill si consiglia e dalla quale spesso riceve scariche elettriche che lo indirizzano a compiere le azioni da questa ritenute più opportune. John prende Bill sotto la sua protezione e si oppone con determinazione ai piani orditi da Menckyn Samuelson, il potente capo di una cellula della setta introdottasi nella stazione, che vuole diffondere la crudele religione nello spazio. John si rende presto conto che i membri della Strana Magnificenza si nascondono tra i suoi compagni e con l'aiuto inconsapevole di Bill, riuscirà a salvare la stazione e ad estinguere la setta uccidendone, tra gli altri, il capo.

## Personaggi
JohnAddetto alla sicurezza della stazione, individualista, ma determinato a proteggere la stazione e i suoi abitanti contro il terrore imposto dalla religione Strana Magnificenza.
Bernacle BillIl suo vero nome è William Stamey. Nato con problemi psichici, viene preso di mira dalla Strana Magnificenza che lo vuole morto. John lo salva proteggendolo.
ArlieLa ragazza di John, violentata da un adepto della setta religiosa per vendetta contro il suo fidanzato impegnato a proteggere Bill.
Gerald SessionIl capo di John, direttore della sicurezza su Solitaire Station, verrà brutalmente ucciso dal suo amante, Ernesto.
Ernesto CarbajalMembro della sicurezza della stazione spaziale e amante di Gerald. In realtà un membro della Strana Magnificenza.
Menckyn SamuelsonPotente figura ai vertici della setta religiosa. Le sue mire di potere lo fanno scontrare più volte contro John, che ne disturba i piani e alla fine lo uccide gettandolo alla deriva nello spazio.

## Edizioni
- (EN) Lucius Shepard, Barnacle Bill the Spacer, in Isaac Asimov's Science Fiction Magazine, vol. 8, n. 16, luglio 1992.
- (EN) Lucius Shepard, Barnacle Bill the Spacer, in Hugo and Nebula Anthology 1993, 1ª ed., ClariNet Communications Corp., 1993, ISBN 1-56941-012-7.
- Lucius Shepard, Barnacle Bill lo spaziale, in Isaac Asimov Science Fiction Magazine, traduzione di Armando Corridore, n. 4, Phoenix Enterprise Publishing Company, agosto 1994.
- (EN) Lucius Shepard, Barnacle Bill the Spacer and Other Stories, Orion, 1997, ISBN 1-85798-501-X.
- Lucius Shepard, Barnacle Bill lo spaziale, in I Premi Hugo 1991-1994, traduzione di Anna Monaldi e Armando Corridore, a cura di Piergiorgio Nicolazzini, Grandi opere Nord, n. 27, Editrice Nord, 1995, ISBN 88-429-0864-9.
- Lucius Shepard, Barnacle Bill lo spaziale, in I Premi Hugo 1991-1994, traduzione di Anna Monaldi e Armando Corridore, a cura di Piergiorgio Nicolazzini, Euroclub, 1995.
- Lucius Shepard, Solitaire Station, traduzione di Anna Monaldi e Armando Corridore, Odissea Fantascienza, Delos Books, 2006, ISBN 88-89096-32-2.